# Attentat au club El Nogal
 (septembre 2020).
Si vous disposez d'ouvrages ou d'articles de référence ou si vous connaissez des sites web de qualité traitant du thème abordé ici, merci de compléter l'article en donnant les références utiles à sa vérifiabilité et en les liant à la section « Notes et références ».

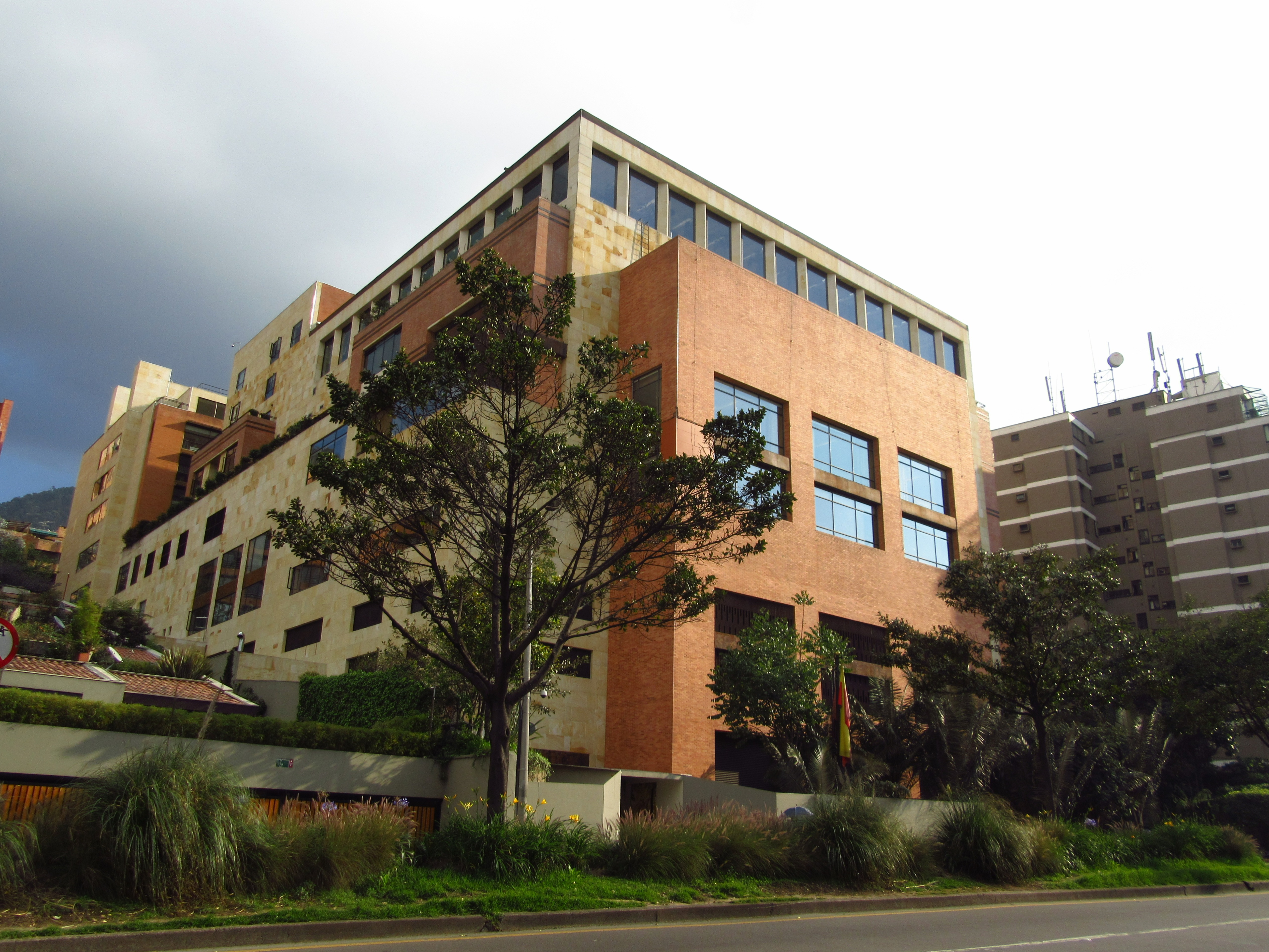
Photographie extérieure du club El Nogal

L'attentat du club El Nogal est une attaque terroriste qui a lieu le 7 février 2003 à Bogota (Colombie), lorsqu'une voiture piégée explose dans le parking du club situé au rez de chaussée, faisant 35 morts. Les FARC sont officiellement déclarés commanditaires de cette attaque à la bombe.
Selon les sources policières, plus de 600 personnes étaient à l'intérieur de l'immeuble au moment de l'explosion. Aussi la détonation de plus de 200 kilos de C-4 produisit l'effondrement de plusieurs étages supérieurs sans pour autant réussir à écrouler l'immeuble.

## Le club El Nogal
Le club El Nogal était considéré comme un lieu officieux de prises de décisions politiques. Il réunit de nombreux responsables politiques et hommes d'affaires, mais aussi des narcotrafiquants et chefs paramilitaires. Il deviendra emblématique du scandale de la parapolitique concernant les relations entretenues entre des représentants de l’État et les milices paramilitaires. 
La ministre de la Défense, Marta Lucía Ramírez, et le ministre de l'Intérieur et fondateur du club, Fernando Londoño, y disposaient d’appartements et dormaient régulièrement sur place.

## L'attentat
Les poseurs de le bombe ont pu s'introduire dans le club grâce à la complicité d'un instructeur de squash, salarié du club. 
Lorsque la bombe s'activa, deux des terroristes furent tués. L'enquête du DAS conclut que l'attaque était due à des représailles de la guérilla contre des hautes personnalités de l’État qui se réunissaient - ce jour-là - avec des personnalités paramilitaires.

## Les auteurs
Cet attentat fut mondialement condamné notamment par les pays membres de l'OEA. 
Les FARC ne reconnurent jamais être les auteurs de l'attentat.